# Rilski Sportist Samokov
Rilski Sportist Samokov (Bulgaars: ПФК Рилски спортист Самоков) is een Bulgaarse voetbalclub uit de stad Samokov.

## Geschiedenis
De club werd opgericht in 1923. In 1949 werd het voetbal in Bulgarije gereorganiseerd. Er kwamen meerdere clubs in de stad, waaronder Tsjerveno zname, Stroitel en Dinamo. Tsjerveno zname speelde enkele jaren in de tweede klasse. In 1957 werden deze verenigd in Rilski Sportist.
De club promoveerde in 2002 voor het eerst naar de hoogste klasse en werd daar laatste. In 2006 werd Rilski kampioen van de 2de klasse en speelt zo in 2006/07 opnieuw in de hoogste klasse. Het verblijf was echter van korte duur en na één seizoen degradeerde de club.